# Fusichalara
Fusichalara is een geslacht van korstmossen behorend tot de familie Byssolomataceae. 

## Soorten
Volgens Index Fungorum bevat het geslacht zes soorten (peildatum december 2021):
| Soortnaam                   | Auteur(s)           | Publicatiejaar |
| --------------------------- | ------------------- | -------------- |
| Fusichalara clavatispora    | P.M. Kirk           | 1984           |
| Fusichalara dimorphospora   | S. Hughes & Nag Raj | 1973           |
| Fusichalara dingleyae       | S. Hughes & Nag Raj | 1973           |
| Fusichalara goanensis       | Bhat & W.B. Kendr.  | 1993           |
| Fusichalara minuta          | Hol.-Jech.          | 1976           |
| Fusichalara novae-zelandiae | S. Hughes & Nag Raj | 1973           |